# 인트레피드 해양항공우주박물관

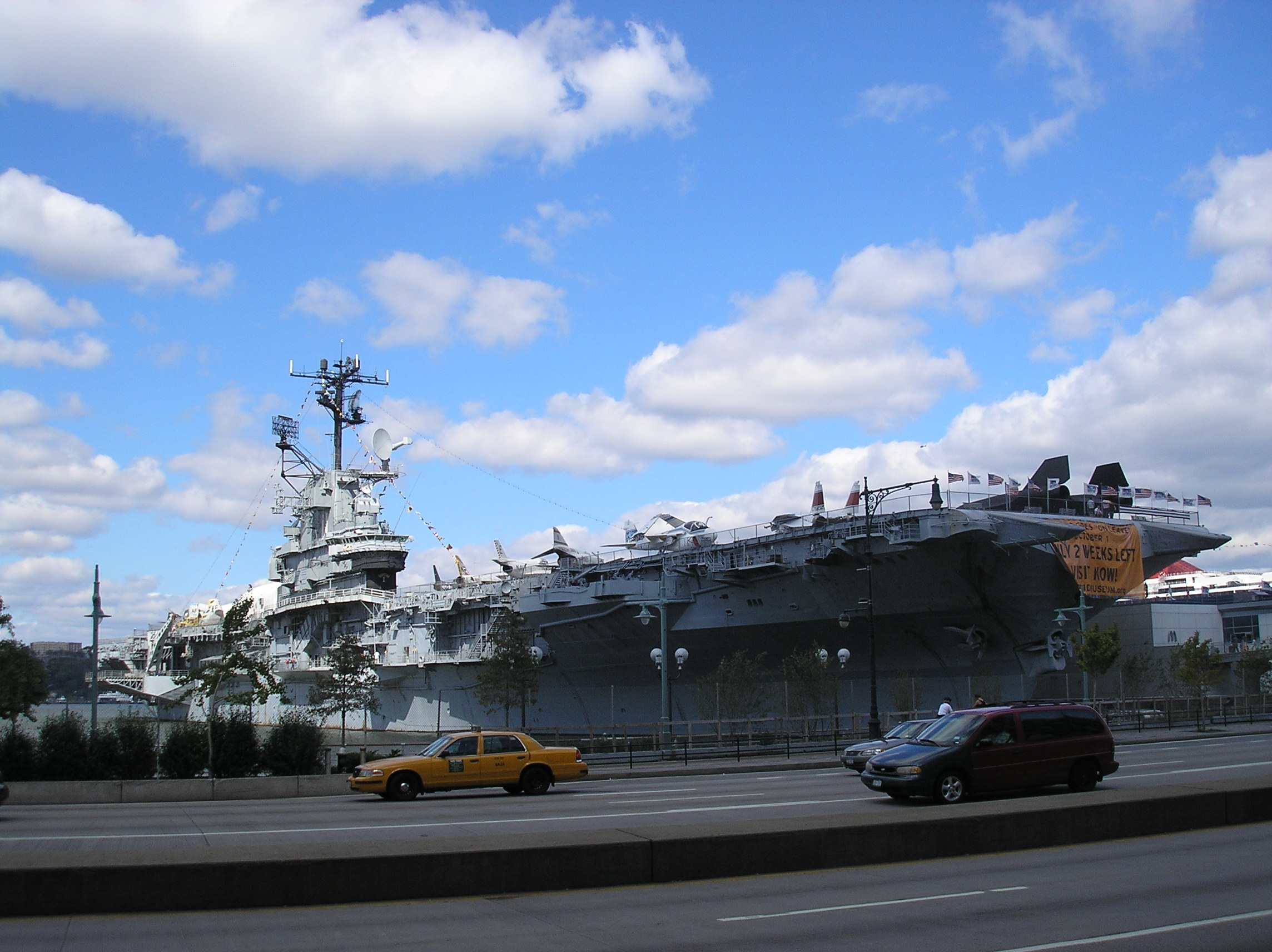
인트레피드 해양항공우주박물관

인트레피드 해양항공우주박물관(Intrepid Sea, Air & Space Museum)은 미국 맨해튼에 위치한 박물관이다. 미국 해군에서 사용되고 있던 항공 모함 인트레피드를 이용한 것이며, 함선 또는 항공기의 전시를 하고있다. 1982년 개관하였다가, 2006년 문을 닫고 2년간 재정비 후 2008년 11월 8일 다시 열었다.